# Iglesia de Santiago el Mayor (Londres)

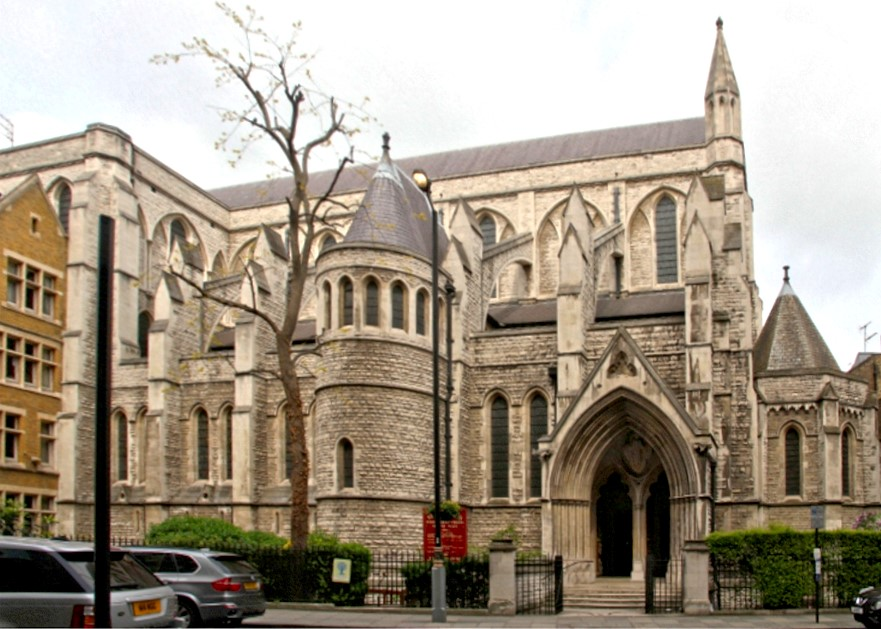
Exterior de la iglesia de Santiago el Mayor en Londres

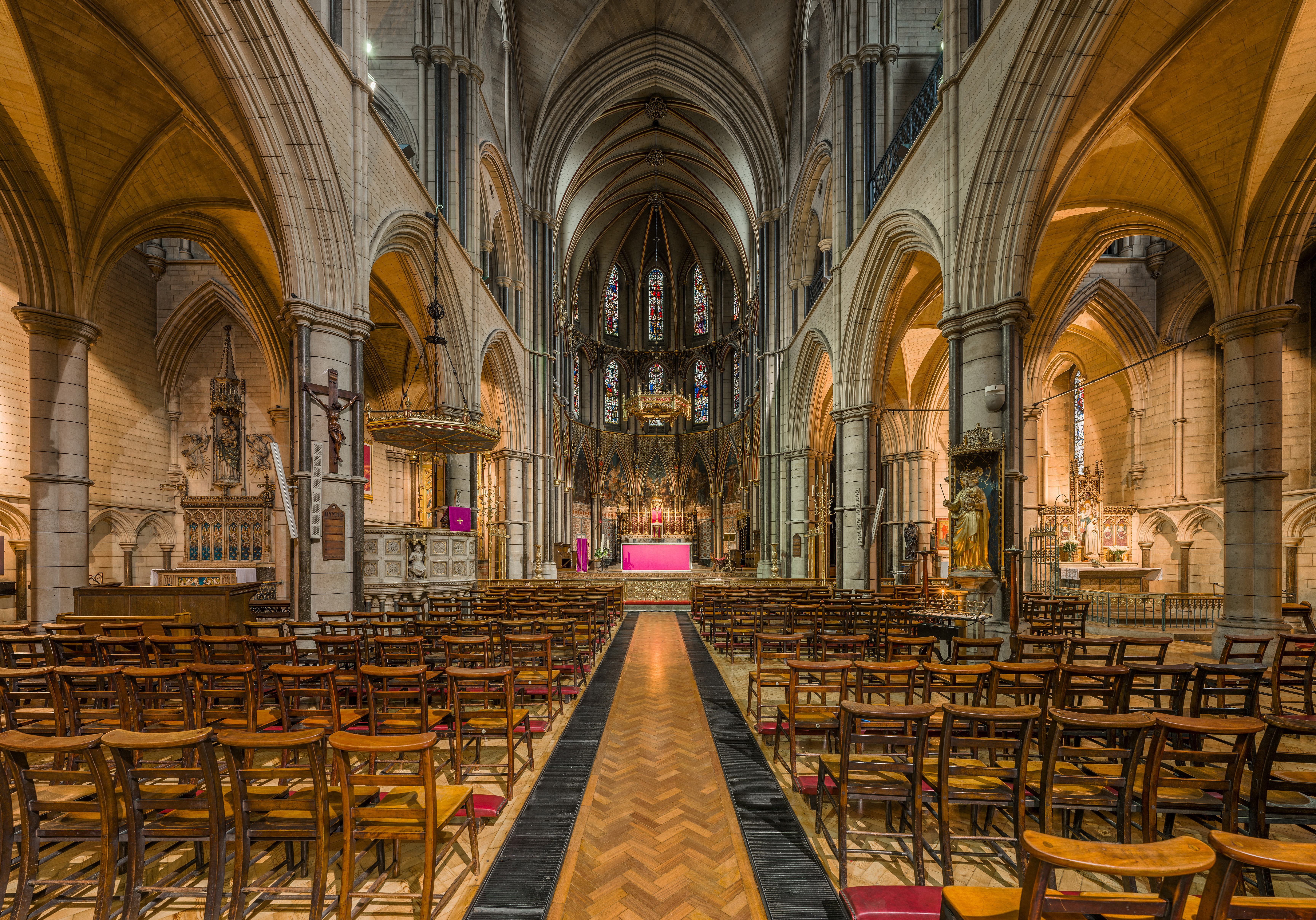
Interior de la iglesia de Santiago el Mayor en Londres.

La Iglesia de Santiago el Mayor en Spanish Place, Camden (Londres) es una iglesia católica de estilo neogótico en Marylebone, Reino Unido. Aunque en la actualidad está ubicada en la George Street, la iglesia mantiene su conexión con Spanish Place, la calle opuesta al actual templo, por su relación histórica con la Embajada de España en el Reino Unido.